# Adolf Garling
Adolf Garling (* 11. Januar 1925 in Teterow; † 6. Dezember 2022 in Greifswald) war ein deutscher Politiker (SED). Er war Vorsitzender des Rates des Bezirkes Neubrandenburg.

## Leben
Garling, Sohn einer Hausgehilfin, besuchte bis 1940 die Volksschule. Er absolvierte von April 1940 bis März 1943 eine Lehre in der Stadtverwaltung Teterow und besuchte eine kaufmännische Berufsschule. Am 3. Januar 1943 beantragte er die Aufnahme in die NSDAP und wurde zum 20. April desselben Jahres aufgenommen (Mitgliedsnummer 9.456.350). Von April 1943 bis Mai 1945 leistete Garling Kriegsdienst bei der Wehrmacht, als Unteroffizier geriet er 1945 in US-amerikanische Kriegsgefangenschaft. Von Januar 1946 bis Juni 1947 befand er sich dann in belgischer Kriegsgefangenschaft und musste in einem Bergwerk in Charleroi arbeiten.
Nach der Rückkehr in seine Geburtsstadt wurde er im Juli 1947 Angestellter in der Abteilung Finanzen bei der Stadtverwaltung Teterow (bis 1952). Im Oktober 1948 trat Garling der SED bei. Von 1952 bis 1954 wirkte er als Leiter der Abteilung Finanzen beim Rat des Kreises Malchin. Von 1954 bis 1960 war er Vorsitzender des Rates des Kreises Malchin.
Garling absolvierte zunächst im Direktstudium (1956/57), dann von 1958 bis 1960 im Fernstudium ein Studium zum Diplom-Staatswissenschaftler an der Deutschen Akademie für Staats- und Rechtswissenschaft in Potsdam-Babelsberg. 1960/61 nahm er an einem Sonderlehrgang des ZK für leitende Staatsfunktionäre in Schmöckwitz teil. Von 1961 bis 1964 war Garling Vorsitzender des Rates des Kreises Pasewalk, von 1964 bis 1966 Erster Sekretär der Kreisleitung Pasewalk der SED. Von September 1966 bis Februar 1967 fungierte er als Erster Stellvertreter, dann von März 1967 bis Februar 1972 als Vorsitzender des Rates des Bezirkes Neubrandenburg.
Auf der Sitzung des Sekretariates der Bezirksleitung der SED am 17. Februar 1972 wurde Garling von seiner Funktion beurlaubt. Nach einer Untersuchung der Zentralen Parteikontrollkommission stimmte am 4. April 1972 das Politbüro der Vorlage des Sekretariates des ZK vom 27. Februar 1972 zu, Garling wegen „unparteilichen Verhaltens“ von sämtlichen Funktionen zu entbinden: Garling habe „seine Zugehörigkeit zur ehemaligen NSDAP verschwiegen, war unaufrichtig und hat das in ihn gesetzte Vertrauen mißbraucht. Sein weiterer Einsatz erfolgt in einem Betrieb des Bezirkes Rostock, der dem Wirtschaftsrat unterstellt ist.“ Anschließend war Garling bis 1989 Direktor des Betriebes Grimmen der Kleiderwerke Greifswald bzw. Werkdirektor der Kleiderwerke Rügen, dann wurde er berentet.

## Auszeichnungen
- Vaterländischer Verdienstorden in Bronze (1968)[4]
- Vaterländischer Verdienstorden in Silber (8. Mai 1970)
- Verdienstmedaille der DDR